# Lupara
Cet article concerne une commune d'Italie. Pour les autres significations, voir Lupara (homonymie).
Lupara est une commune de la province de Campobasso dans la région Molise en Italie.

## Administration
| Période                                  | Période  | Identité               | Étiquette | Qualité |
| ---------------------------------------- | -------- | ---------------------- | --------- | ------- |
| 5 avril 2005                             | En cours | Giovanni Giacomodonato |           |         |
| Les données manquantes sont à compléter. |          |                        |           |         |

### Communes limitrophes
Casacalenda, Castelbottaccio, Civitacampomarano, Guardialfiera, Morrone del Sannio